# Aspet
Ne doit pas être confondu avec Portet-d'Aspet.
Aspet (Aspèth en occitan) est une commune française située dans le sud-ouest du département de la Haute-Garonne en région Occitanie. Sur le plan historique et culturel, la commune fait partie du pays de Comminges, correspondant à l’ancien comté de Comminges, circonscription de la province de Gascogne située sur les départements actuels du Gers, de la Haute-Garonne, des Hautes-Pyrénées et de l'Ariège.
Exposée à un climat de montagne, elle est drainée par, le Rucan, le ruisseau du Soueil et par divers autres petits cours d'eau. La commune possède un patrimoine naturel remarquable : un site Natura 2000 (la « haute vallée de la Garonne ») et neuf zones naturelles d'intérêt écologique, faunistique et floristique.
Aspet est une commune rurale qui compte 914 habitants en 2022, après avoir connu un pic de population de 5 575 habitants en 1831. Elle fait partie de l'aire d'attraction de Saint-Gaudens. Ses habitants sont appelés les Aspétois ou  Aspétoises.
Le patrimoine architectural de la commune comprend un immeuble protégé au titre des monuments historiques : une maison, inscrite en 1979.

## Géographie

### Localisation
La commune d'Aspet se trouve dans le département de la Haute-Garonne, en région Occitanie.
Elle se situe à 84 km à vol d'oiseau de Toulouse, préfecture du département, à 12 km de Saint-Gaudens, sous-préfecture, et à 30 km de Bagnères-de-Luchon, bureau centralisateur du canton de Bagnères-de-Luchon dont dépend la commune depuis 2015 pour les élections départementales.
La commune est par ailleurs ville-centre du bassin de vie d'Aspet.
Les communes les plus proches sont : 
Milhas (3,1 km), Sengouagnet (3,4 km), Izaut-de-l'Hôtel (3,8 km), Soueich (4,0 km), Couret (4,2 km), Estadens (4,3 km), Arbon (4,7 km), Razecueillé (5,3 km).
Sur le plan historique et culturel, Aspet fait partie du pays de Comminges, correspondant à l’ancien comté de Comminges, circonscription de la province de Gascogne située sur les départements actuels du Gers, de la Haute-Garonne, des Hautes-Pyrénées et de l'Ariège.
Les communes limitrophes sont  Cabanac-Cazaux, Chein-Dessus, Encausse-les-Thermes, Estadens, Izaut-de-l'Hôtel, Milhas, Sengouagnet et Soueich.
| Encausse-les-Thermes, Cabanac-Cazaux (par un quadripoint) | Soueich | Estadens     |
| Izaut-de-l'Hôtel                                          | Aspet   | Chein-Dessus |
| Sengouagnet                                               | Milhas  |              |

Située au pied des Pyrénées dans le Comminges, Aspet se trouve à 15 km au sud-est de Saint-Gaudens et au pied du pic de Cagire qui domine la vallée à 1 912 m.

### Géologie et relief
La superficie de la commune est de 2 637 hectares ; son altitude varie de 399  à   1 240 mètres.

### Hydrographie
Elle est drainée par le Ger, le Rucan, le ruisseau du Soueil, le Rieu Majou, le ruisseau de Bayech, le ruisseau de Bourjac, le ruisseau de Broucaillole, le ruisseau de Caborne, le ruisseau de Clergués, le ruisseau de Micas et par divers petits cours d'eau, constituant un réseau hydrographique de 31 km de longueur totale,.

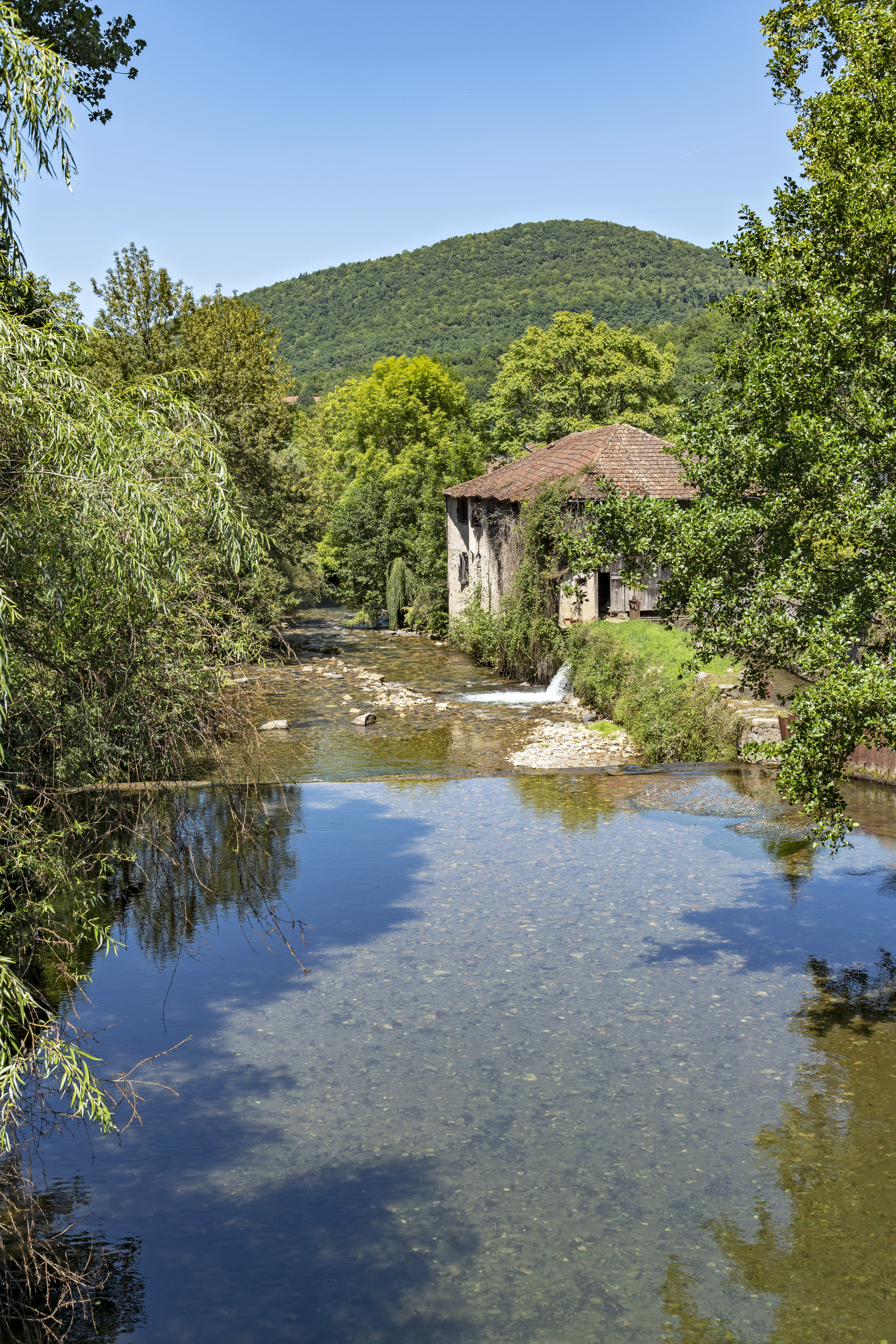
Moulin sur le Ger à Aspet.
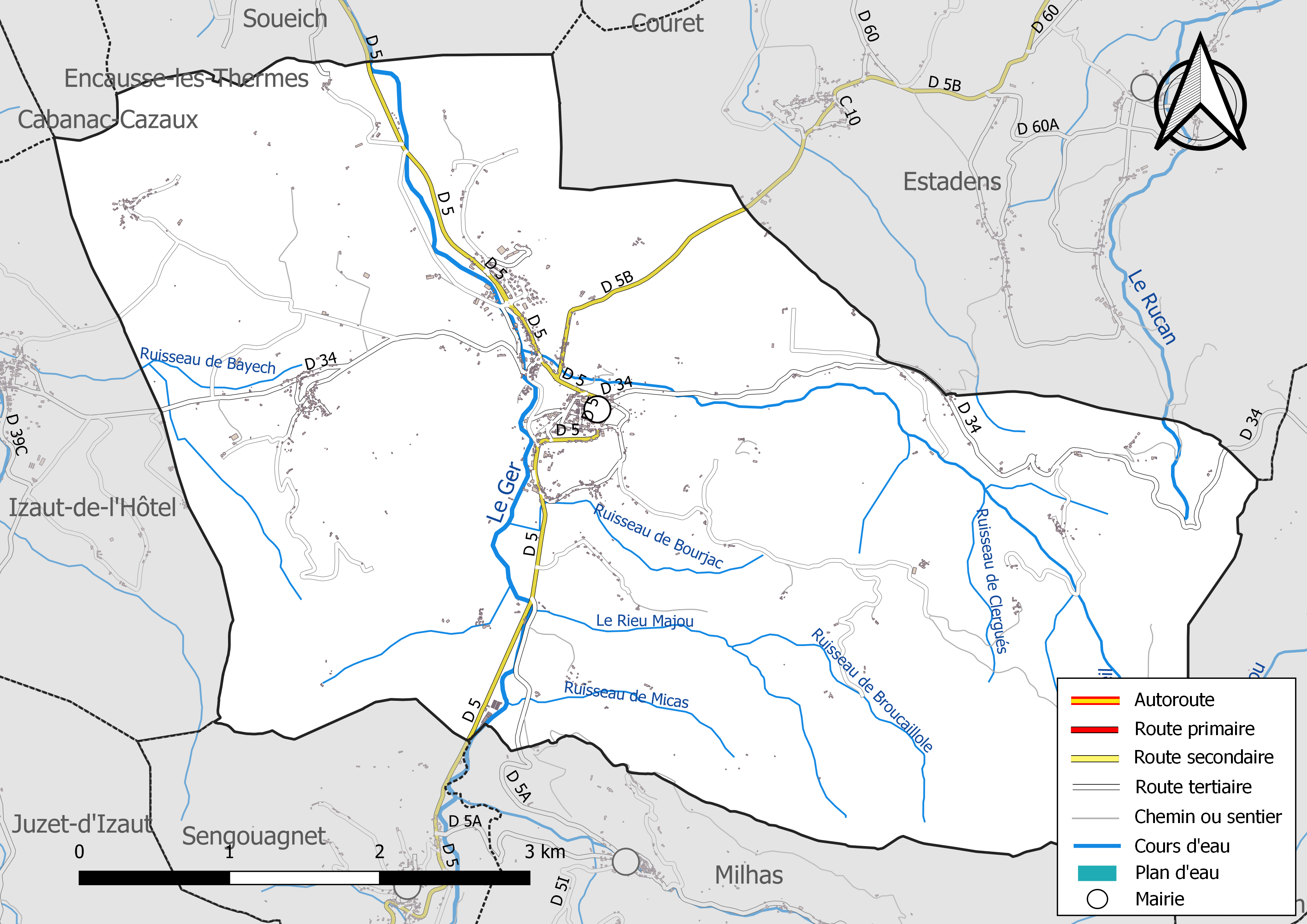
Réseaux hydrographique et routier d'Aspet.

### Climat
Pour des articles plus généraux, voir Climat de l'Occitanie et Climat de la Haute-Garonne.
En 2010, le climat de la commune est de type climat des marges montargnardes, selon une étude s'appuyant sur une série de données couvrant la période 1971-2000. En 2020, Météo-France publie une typologie des climats de la France métropolitaine dans laquelle la commune est exposée à un climat de montagne ou de marges de montagne et est dans la région climatique Pyrénées centrales, caractérisée par une pluviométrie annuelle de 1 000 à 1 200 mm.
Pour la période 1971-2000, la température annuelle moyenne est de 11,9 °C, avec une amplitude thermique annuelle de 14,8 °C. Le cumul annuel moyen de précipitations est de 1 026 mm, avec 10 jours de précipitations en janvier et 7,4 jours en juillet. Pour la période 1991-2020, la température moyenne annuelle observée sur la station météorologique la plus proche, située sur la commune de Clarac à 17 km à vol d'oiseau, est de 12,5 °C et le cumul annuel moyen de précipitations est de 804,9 mm,. Pour l'avenir, les paramètres climatiques de la commune estimés pour 2050 selon différents scénarios d’émission de gaz à effet de serre sont consultables sur un site dédié publié par Météo-France en novembre 2022.

### Milieux naturels et biodiversité

#### Réseau Natura 2000
Le réseau Natura 2000 est un réseau écologique européen de sites naturels d'intérêt écologique élaboré à partir des directives habitats et oiseaux, constitué de zones spéciales de conservation (ZSC) et de zones de protection spéciale (ZPS).
Un site Natura 2000 a été défini sur la commune au titre  de la directive oiseaux : Haute vallée de la Garonne, d'une superficie de 11 134 ha. Il s'agit d'une vallée profonde, marquée par l'érosion glaciaire, avec une végétation essentiellement acidiphile caractérisée par des landes à Callune, une forte étendue du manteau boisé, une présence ponctuelle de formations alpines et la présence d'Ours liée à une réintroduction expérimentale.

#### Zones naturelles d'intérêt écologique, faunistique et floristique
L’inventaire des zones naturelles d'intérêt écologique, faunistique et floristique (ZNIEFF) a pour objectif de réaliser une couverture des zones les plus intéressantes sur le plan écologique, essentiellement dans la perspective d’améliorer la connaissance du patrimoine naturel national et de fournir aux différents décideurs un outil d’aide à la prise en compte de l’environnement dans l’aménagement du territoire.
Six ZNIEFF de type 1 sont recensées sur la commune :
- l'« aval  des ruisseaux du Job et du Ger » (102 ha), couvrant 8 communes du département[19] ;
- la « grotte de Saint-Paul » (25 ha), couvrant 2 communes du département[20] ;
- le « massif forestier de Juzet-d'Izaut à Aspet » (828 ha), couvrant 4 communes du département[21] ;
- le « massif forestier en rive droite du Job à Encausse-les-Thermes » (632 ha), couvrant 5 communes du département[22] ;
- les « massifs d'Arbas, Paloumère et Cornudère » (3 918 ha), couvrant 11 communes dont deux dans l'Ariège et neuf dans la Haute-Garonne[23] ;
- le « réseau hydrographique du Ger, partie médiane » (93 ha), couvrant 5 communes du département[24] ;

et trois ZNIEFF de type 2, : 
- l'« ensemble du massif de Gar-Cagire et bassin de Juzet-d'Izaut » (9 679 ha), couvrant 18 communes du département[25] ;
- le « massif de l'Arbas » (27 233 ha), couvrant 45 communes dont 24 dans l'Ariège et 21 dans la Haute-Garonne[26] ;
- le « piémont calcaire commingeois et bassin de Sauveterre » (8 553 ha), couvrant 26 communes du département[27].

Cartes des ZNIEFF de type 1 et 2 à Aspet.
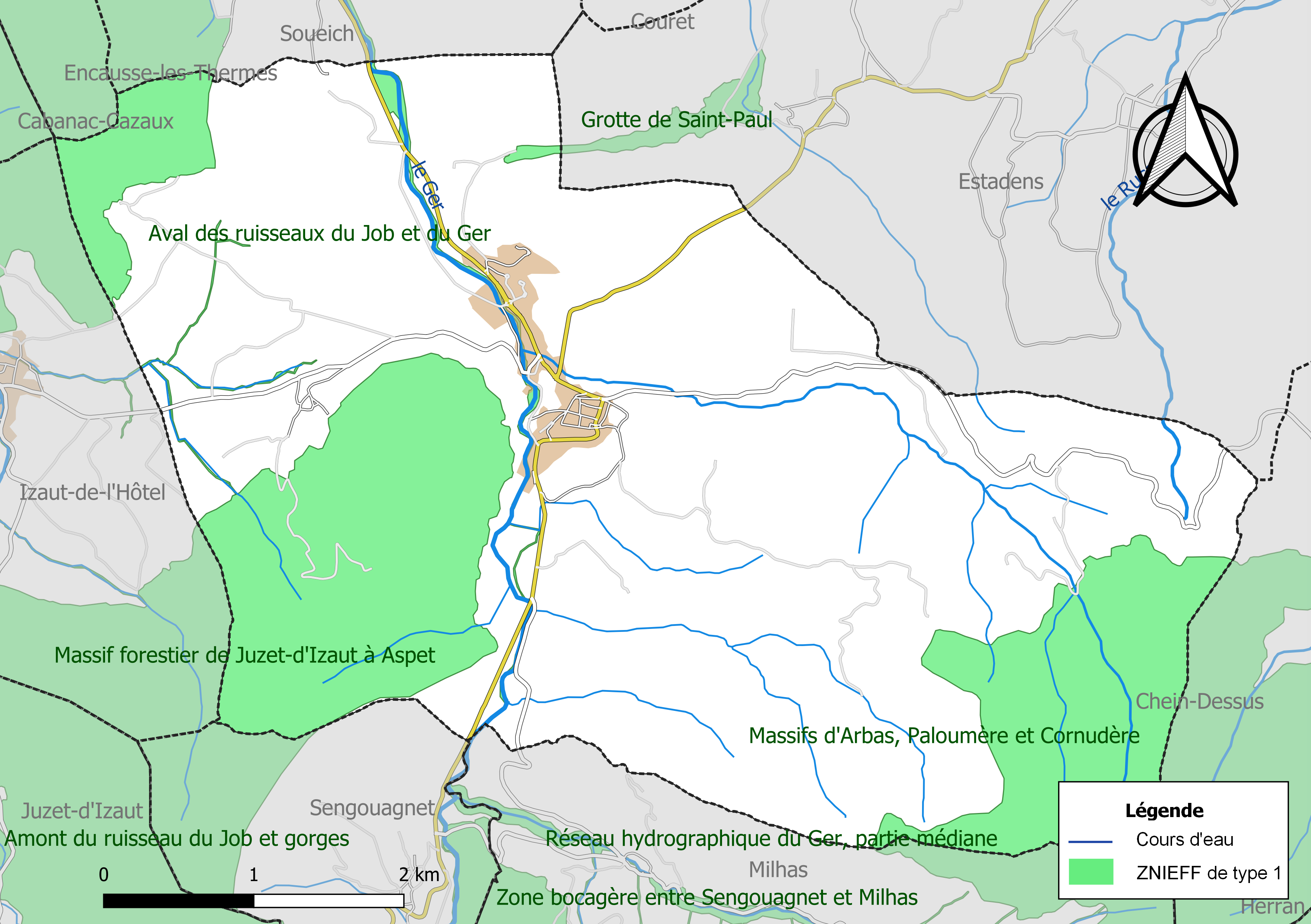
Carte des ZNIEFF de type 1 localisées sur la commune.
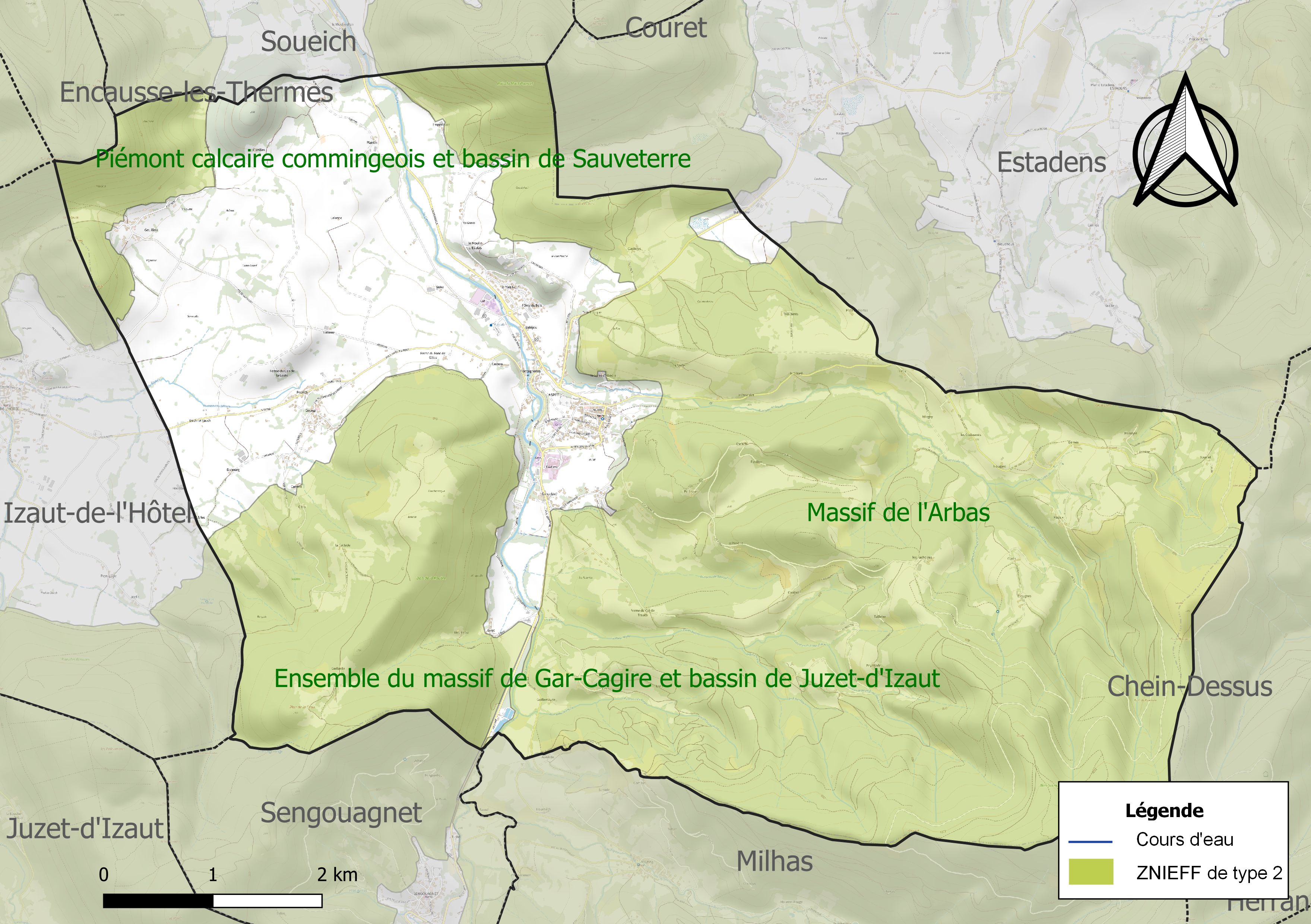
Carte des ZNIEFF de type 1 localisées sur la commune.

## Urbanisme

### Typologie
Au 1er janvier 2024, Aspet est catégorisée commune rurale à habitat dispersé, selon la nouvelle grille communale de densité à sept niveaux définie par l'Insee en 2022.
Elle est située hors unité urbaine. Par ailleurs la commune fait partie de l'aire d'attraction de Saint-Gaudens, dont elle est une commune de la couronne,. Cette aire, qui regroupe 85 communes, est catégorisée dans les aires de moins de 50 000 habitants,.

### Occupation des sols
L'occupation des sols de la commune, telle qu'elle ressort de la base de données européenne d’occupation biophysique des sols Corine Land Cover (CLC), est marquée par l'importance des forêts et milieux semi-naturels (59,7 % en 2018), une proportion identique à celle de 1990 (59,7 %). La répartition détaillée en 2018 est la suivante : 
forêts (57,5 %), prairies (26 %), zones agricoles hétérogènes (12,3 %), milieux à végétation arbustive et/ou herbacée (2,2 %), zones urbanisées (2 %). L'évolution de l’occupation des sols de la commune et de ses infrastructures peut être observée sur les différentes représentations cartographiques du territoire : la carte de Cassini (XVIIIe siècle), la carte d'état-major (1820-1866) et les cartes ou photos aériennes de l'IGN pour la période actuelle (1950 à aujourd'hui).

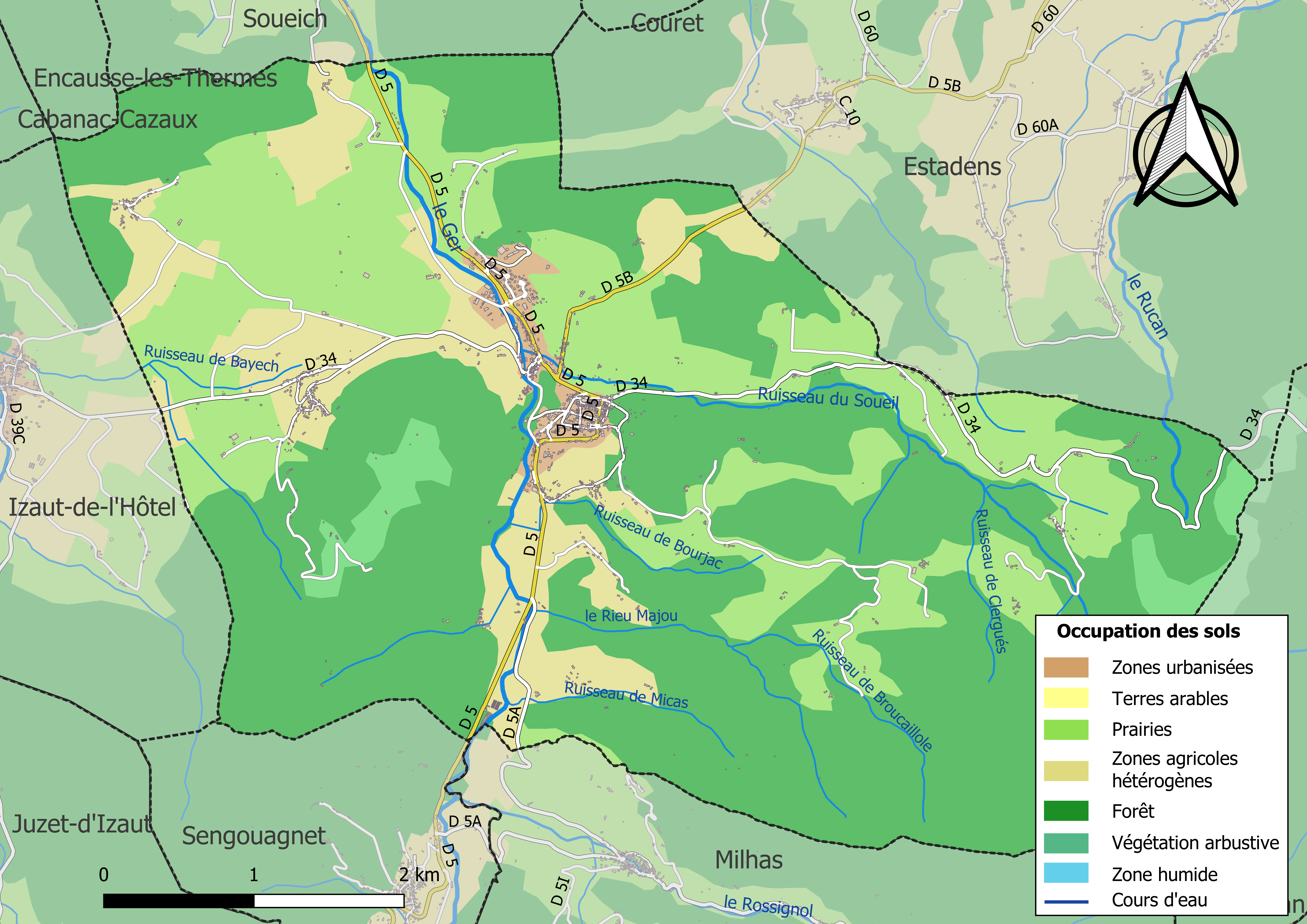
Carte des infrastructures et de l'occupation des sols de la commune en 2018 (CLC).

### Risques majeurs
Le territoire de la commune d'Aspet est vulnérable à différents aléas naturels : météorologiques (tempête, orage, neige, grand froid, canicule ou sécheresse), inondations, mouvements de terrains et séisme (sismicité modérée). Il est également exposé à un risque particulier : le risque de radon. Un site publié par le BRGM permet d'évaluer simplement et rapidement les risques d'un bien localisé soit par son adresse soit par le numéro de sa parcelle.

#### Risques naturels
Certaines parties du territoire communal sont susceptibles d’être affectées par le risque d’inondation par débordement de cours d'eau, notamment le Rucan. La commune a été reconnue en état de catastrophe naturelle au titre des dommages causés par les inondations et coulées de boue survenues en 1982, 1992, 1999, 2005, 2009 et 2014,.

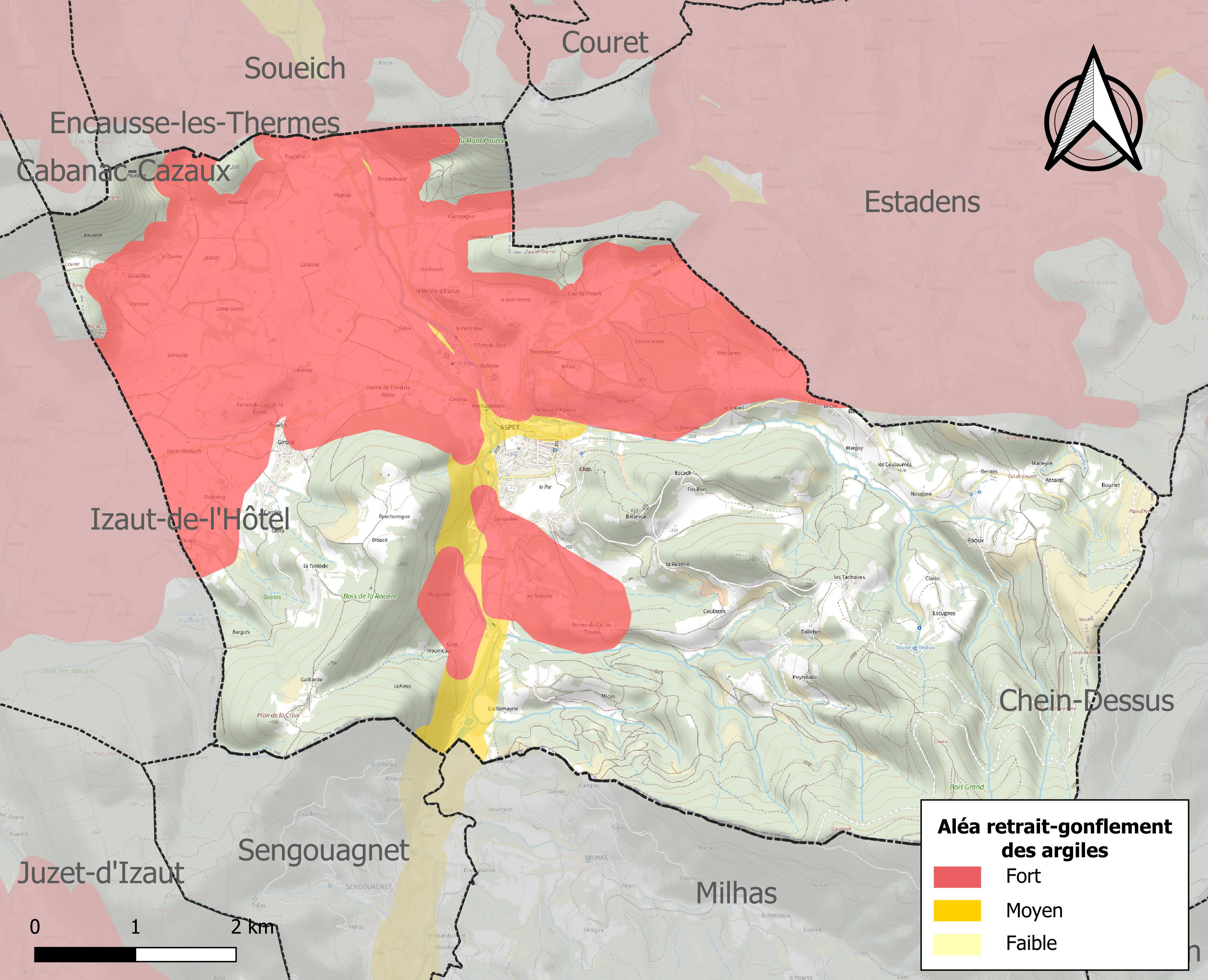
Carte des zones d'aléa retrait-gonflement des sols argileux d'Aspet.

La commune est vulnérable au risque de mouvements de terrains constitué principalement du retrait-gonflement des sols argileux. Cet aléa est susceptible d'engendrer des dommages importants aux bâtiments en cas d’alternance de périodes de sécheresse et de pluie. 38,6 % de la superficie communale est en aléa moyen ou fort (88,8 % au niveau départemental et 48,5 % au niveau national). Sur les 657 bâtiments dénombrés sur la commune en 2019, 367 sont en aléa moyen ou fort, soit 56 %, à comparer aux 98 % au niveau départemental et 54 % au niveau national. Une cartographie de l'exposition du territoire national au retrait gonflement des sols argileux est disponible sur le site du BRGM,.
Par ailleurs, afin de mieux appréhender le risque d’affaissement de terrain, l'inventaire national des cavités souterraines permet de localiser celles situées sur la commune.
Concernant les mouvements de terrains, la commune a été reconnue en état de catastrophe naturelle au titre des dommages causés par la sécheresse en 1989 et 2003 et par des mouvements de terrain en 1999, 2010, 2013 et 2018.

#### Risque particulier
Dans plusieurs parties du territoire national, le radon, accumulé dans certains logements ou autres locaux, peut constituer une source significative d’exposition de la population aux rayonnements ionisants. Certaines communes du département sont concernées par le risque radon à un niveau plus ou moins élevé. Selon la classification de 2018, la commune d'Aspet est classée en zone 2, à savoir zone à potentiel radon faible mais sur lesquelles des facteurs géologiques particuliers peuvent faciliter le transfert du radon vers les bâtiments.

## Toponymie
Selon certains, Aspet serait issu du basque azpeta qui signifie en pied de falaise. Le nom de la commune se dit Aspèth (ou « Aspetch », comme écrit André Bouéry) en gascon.
Le rapprochement est tentant entre aspet et azpeta. Cependant, dans les premiers documents qui se rapportent à la ville, celle-ci est appelée « Spel » (1068), ou « Espel », ce qui est loin de « Azpeta ».
Dauzat aussi bien que Nègre ou d'autres, sont très hésitants sur l'origine du mot.
Aymard y voit le radical « asper », « lieu abrupt », mais alors il s'agirait de la situation élevée de la ville, sur un promontoire entre la vallée du Ger et le vallon du Soueil.

## Histoire

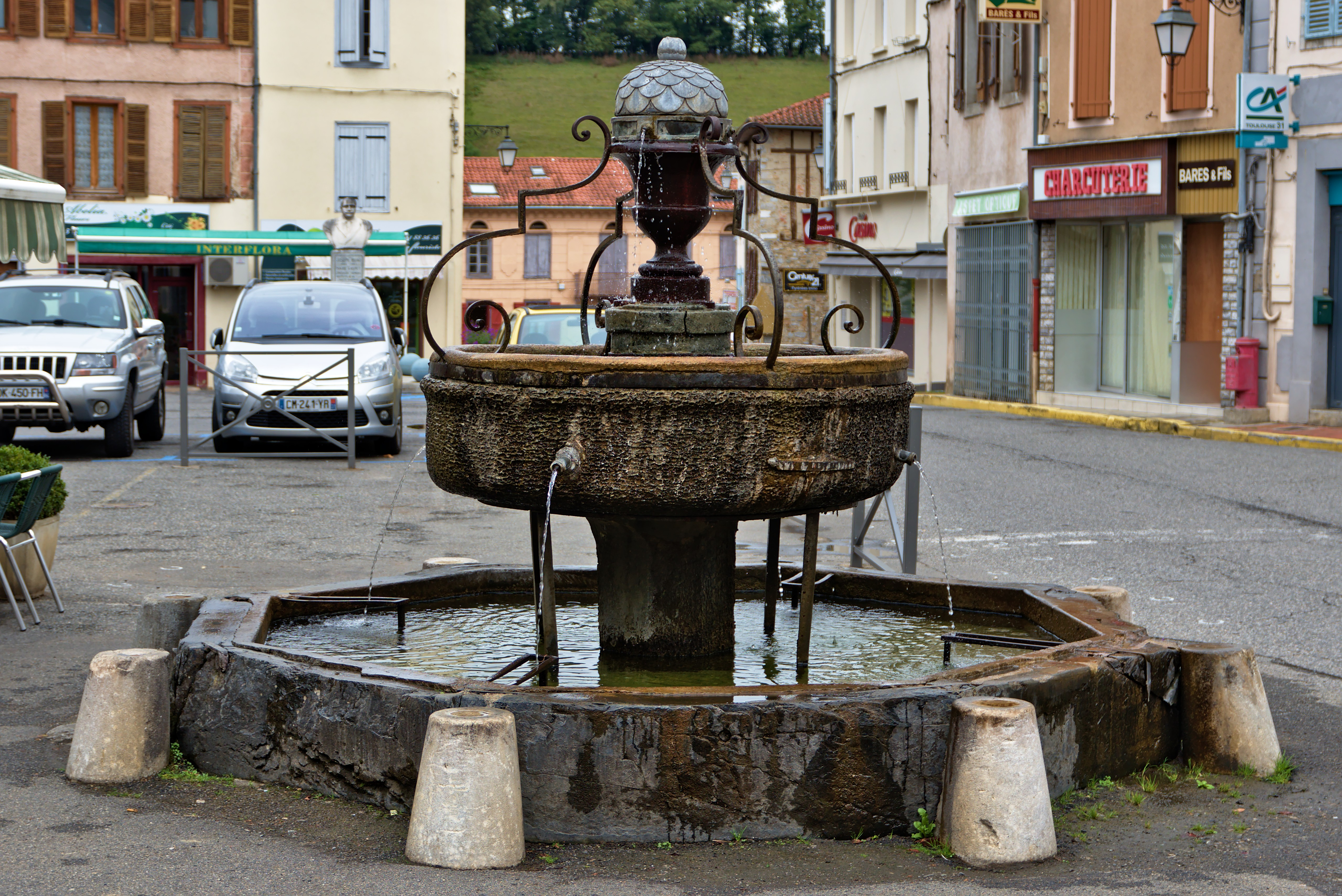
La fontaine d'Aspet.

On ignore à quel moment exact s’est constituée la seigneurie d’Aspet. Le premier seigneur dont le nom a été conservé s’appelait Ramon-At(hon). Il vécut autour de 1068.
Plusieurs seigneurs d’Aspet participent aux Croisades, en particulier Arnaud II, qui s’embarque avec Philippe-Auguste à Gênes en 1190.
Au début du XVe siècle, la baronnie passe à la famille de Coarraze, dont la dernière représentante sera dame Catherine, à qui l’on doit, selon la légende, la fontaine qui orne encore la place principale de la ville.
Raymond-Arnaud II de Coarraze participe, aux côtés de Jeanne d’Arc, à la prise d’Orléans.
Dame Catherine meurt en 1492 et la baronnie passe ensuite à la maison de Foix. Son dernier baron sera Henri III de Navarre, qui deviendra Henri IV. C’est sous son règne que la baronnie sera rattachée à la Couronne.

### Héraldique
| Aspet | Son blasonnement est : écartelé : au premier et au quatrième d'azur à une meule de moulin d'argent; au deuxième parti de gueules à deux otelles adossées d'argent, une en chef posée en bande, l'autre en pointe posée en barre et d'or à deux vaches de gueules, accornées, colletées et clarinées d'azur, l'une au-dessus de l'autre ; le troisième contourné du deuxième. La clé de voûte de la chapelle seigneuriale, qui se trouve derrière le chevet de l'église paroissiale, comporte les armes des Coarraze, qui furent seigneurs d'Aspet au XVe siècle. Raymond-Arnaud de Coarraze décrit ainsi ses armes : « d'or à deux brebis passantes de sinople, accornées et clarinées d'argent, qui était Coarraze, écartelé d'azur à une meule de moulin d'or, chargée de son anille de sable, qui était Aspet ». À la clé de voûte, on voit effectivement les brebis passantes, ainsi que les meules, mais aussi les otelles, qui figurent dans les armes de Comminges. La chapelle gothique date, sûrement, de l'époque des Coarraze. Les brebis passantes sont devenues ensuite vaches, celles-ci étant l'emblème du Béarn. |

## Politique et administration

### Administration municipale
Le nombre d'habitants au recensement de 2011 étant compris entre 500 et 1 499 habitants, le nombre de membres du conseil municipal pour l'élection de 2014 est de quinze,.

### Rattachements administratifs et électoraux
Commune faisant partie de la huitième circonscription de la Haute-Garonne, de la communauté de communes Cagire-Garonne-Salat et du canton de Bagnères-de-Luchon (avant le redécoupage départemental de 2014, Aspet était le chef-lieu de l'ex-canton d'Aspet et avant le 1er janvier 2017, elle faisait partie de la communauté de communes des Trois Vallées).
La commune est également membre du SIVOM de Saint-Gaudens Montréjeau Aspet Magnoac.

### Liste des maires
| Période                                  | Période        | Identité                      | Étiquette     | Qualité                                                                                              |
| ---------------------------------------- | -------------- | ----------------------------- | ------------- | --- |
| 1832                                     | 1836           | Pierre-Mathieu Latour         |               | |
| 1836                                     | 1838           | Jean-Louis Bouery             |               | |
| 1838                                     | 1839           | Pierre Faurie                 |               | |
| 1839                                     | 1852           | Pierre-Mathieu Latour         |               | |
| 1852                                     | 1865           | Jean-Philippe Chibalie        |               | |
| 1865                                     | 1871           | Benoit Jean-François Bordes   |               | |
| 1871                                     | 1878           | Jules Sylvain Leprince        |               | |
| 1878                                     | 1888           | Achille Latour                |               | Député                                                                                               |
| 1888                                     | 1900           | Etienne Fabe                  |               | |
| 1900                                     | 1912           | Joseph Ruau                   | Parti radical | Avocat, conseiller général (1895), député (1897), ministre de l'agriculture (1905-1910)              |
| 1912                                     | 1919           | Joseph Ribet                  |               | Inspecteur du crédit, de la coopération et de la mutualité, conseiller général (1913), député (1914) |
| 1919                                     | 1925           | Emile Ribet                   |               | |
| 1925                                     | 1952           | François Jauréguiberry (d)    |               | |
| 1952                                     | 1953           | Edouard Certiat               |               | |
| 1953                                     | 1978           | André Prat                    |               | |
| 1978                                     | 1989           | Gérard Marasse                |               | Conseiller général (1988-1991)                                                                       |
| 1989                                     | 1995           | Aventin Bares                 |               | |
| 1995                                     | 2001           | Joseph Dulon                  |               | |
| mars 2001                                | 3 juillet 2020 | Josette Sarradet              | PRG           | Conseillère régionale (2004-2010)                                                                    |
| 3 juillet 2020                           | En cours       | Jean-Sébastien Billaud-Chaoui |               | |
| Les données manquantes sont à compléter. |                |                               |               | |

### Politique de développement durable
La commune a engagé une politique de développement durable en lançant une démarche d'Agenda 21 en 2009.

## Démographie
L'évolution du nombre d'habitants est connue à travers les recensements de la population effectués dans la commune depuis 1793. Pour les communes de moins de 10 000 habitants, une enquête de recensement portant sur toute la population est réalisée tous les cinq ans, les populations de référence des années intermédiaires étant quant à elles estimées par interpolation ou extrapolation. Pour la commune, le premier recensement exhaustif entrant dans le cadre du nouveau dispositif a été réalisé en 2006.

En 2022, la commune comptait 914 habitants, en évolution de +2,81 % par rapport à 2016 (Haute-Garonne : +8,02 %, France hors Mayotte : +2,11 %).
| 1793  | 1800  | 1806  | 1821  | 1831  | 1836  | 1841  | 1846  | 1851  |
| ----- | ----- | ----- | ----- | ----- | ----- | ----- | ----- | ----- |
| 3 492 | 4 059 | 3 855 | 3 707 | 5 575 | 2 784 | 2 573 | 2 751 | 2 600 |

| 1856  | 1861  | 1866  | 1872  | 1876  | 1881  | 1886  | 1891  | 1896  |
| ----- | ----- | ----- | ----- | ----- | ----- | ----- | ----- | ----- |
| 2 435 | 2 457 | 2 510 | 2 509 | 2 591 | 2 637 | 2 550 | 2 302 | 2 048 |

| 1901  | 1906  | 1911  | 1921  | 1926  | 1931  | 1936  | 1946  | 1954  |
| ----- | ----- | ----- | ----- | ----- | ----- | ----- | ----- | ----- |
| 2 015 | 1 961 | 1 853 | 1 587 | 1 613 | 1 552 | 1 571 | 1 405 | 1 344 |

| 1962  | 1968  | 1975  | 1982 | 1990 | 1999 | 2006 | 2011 | 2016 |
| ----- | ----- | ----- | ---- | ---- | ---- | ---- | ---- | ---- |
| 1 307 | 1 186 | 1 229 | 962  | 986  | 923  | 942  | 953  | 889  |

| 2021 | 2022 | - | - | - | - | - | - | - |
| ---- | ---- | - | - | - | - | - | - | - |
| 901  | 914  | - | - | - | - | - | - | - |

| selon la population municipale des années : | 1968 | 1975 | 1982 | 1990 | 1999 | 2006 | 2009 | 2013 |
| Rang de la commune dans le département      | 59   | 85   | 117  | 124  | 137  | 160  | 164  | 168  |
| Nombre de communes du département           | 592  | 582  | 586  | 588  | 588  | 588  | 589  | 589  |

## Culture locale et patrimoine

### Lieux et monuments
- Église Saint-Martin.
- Chapelle de Miègecoste[49], dédiée à la Vierge.

Aspet a conservé peu de vestiges de ces temps. On sait que la ville a été entourée de « clausuras = clôtures », vraisemblablement au XIVe siècle, qu’elle avait trois portes, dont la Porte Saint-Martin, dominée par le clocher de l'église qui abrite un carillon célèbre de 16 cloches. Derrière le chevet actuel de l’église on voit encore la chapelle seigneuriale, de style gothique, dont la clef de voûte est ornée des armes des Coarraze.
Certains érudits locaux affirment encore aujourd'hui que la tour du Chucaou, qui domine la ville, est une « tour à signaux ». Pour cela, ils se basent sur une série d'anciens articles de Maurice Gourdon, publiés en 1910, 1911 et 1912 dans la Revue de Comminges. Or, cette idée émise par Maurice Gourdon, qui l'a décrite, est totalement gratuite et ne repose sur aucun fondement. Elle est malheureusement reprise dans toutes les brochures touristiques. Selon Mondon et Gourdon, elle aurait été édifiée entre le XIIe et le XIVe siècles. Elle est donc attribuée au Moyen Âge central ou au bas Moyen Âge sans plus de certitude. La question de sa datation n'est donc pas tranchée, et les Chartes d'Aspet sont totalement muettes à son sujet. On lui donne également — à tort — la dénomination de « tour sarrasine ».
- Espace ALAF

L'ancienne trésorerie où à vécu le général Jean-Étienne Barthier est aujourd'hui reconvertie en espace culturel investi par l'association ALAF.

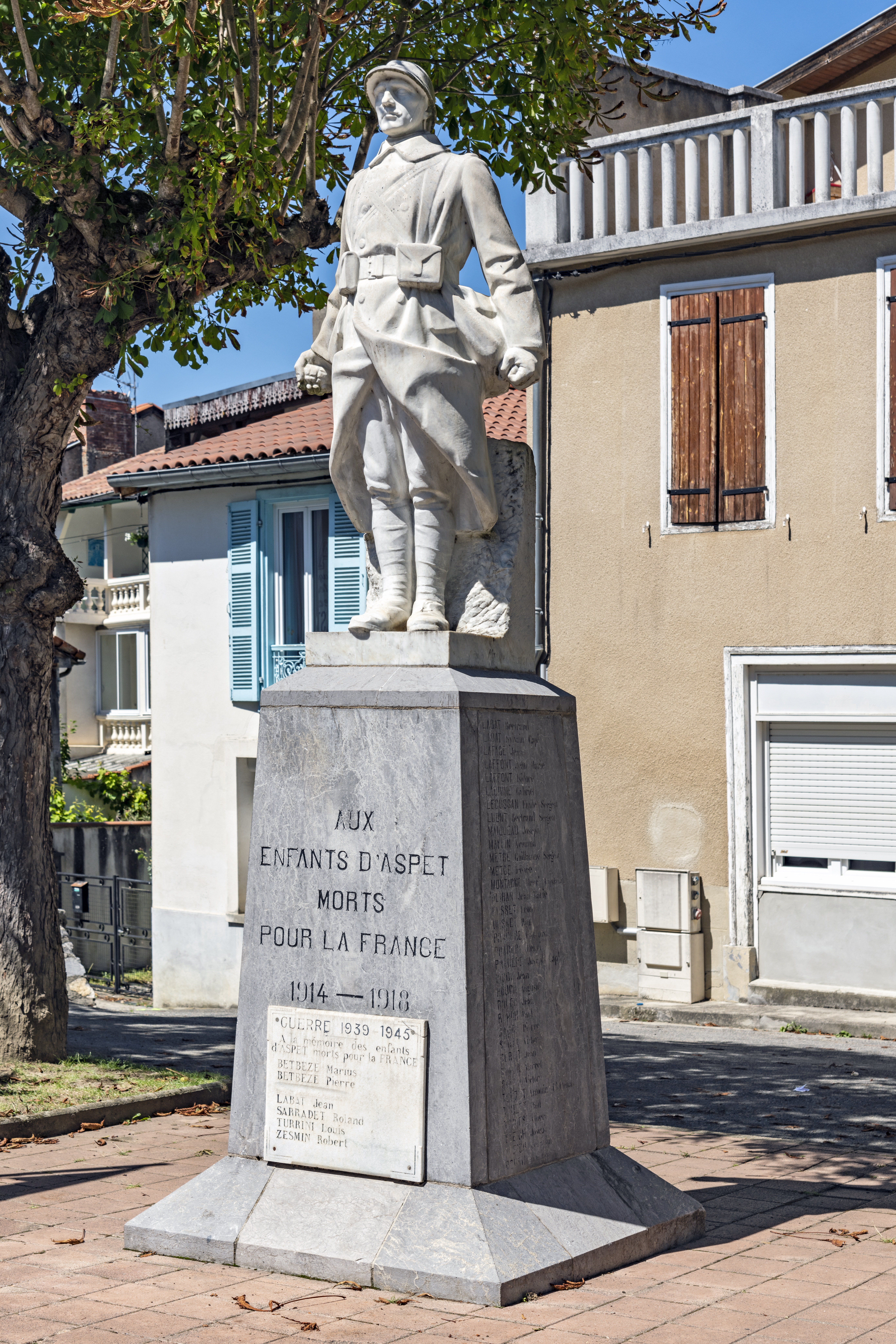
Le Monument aux morts
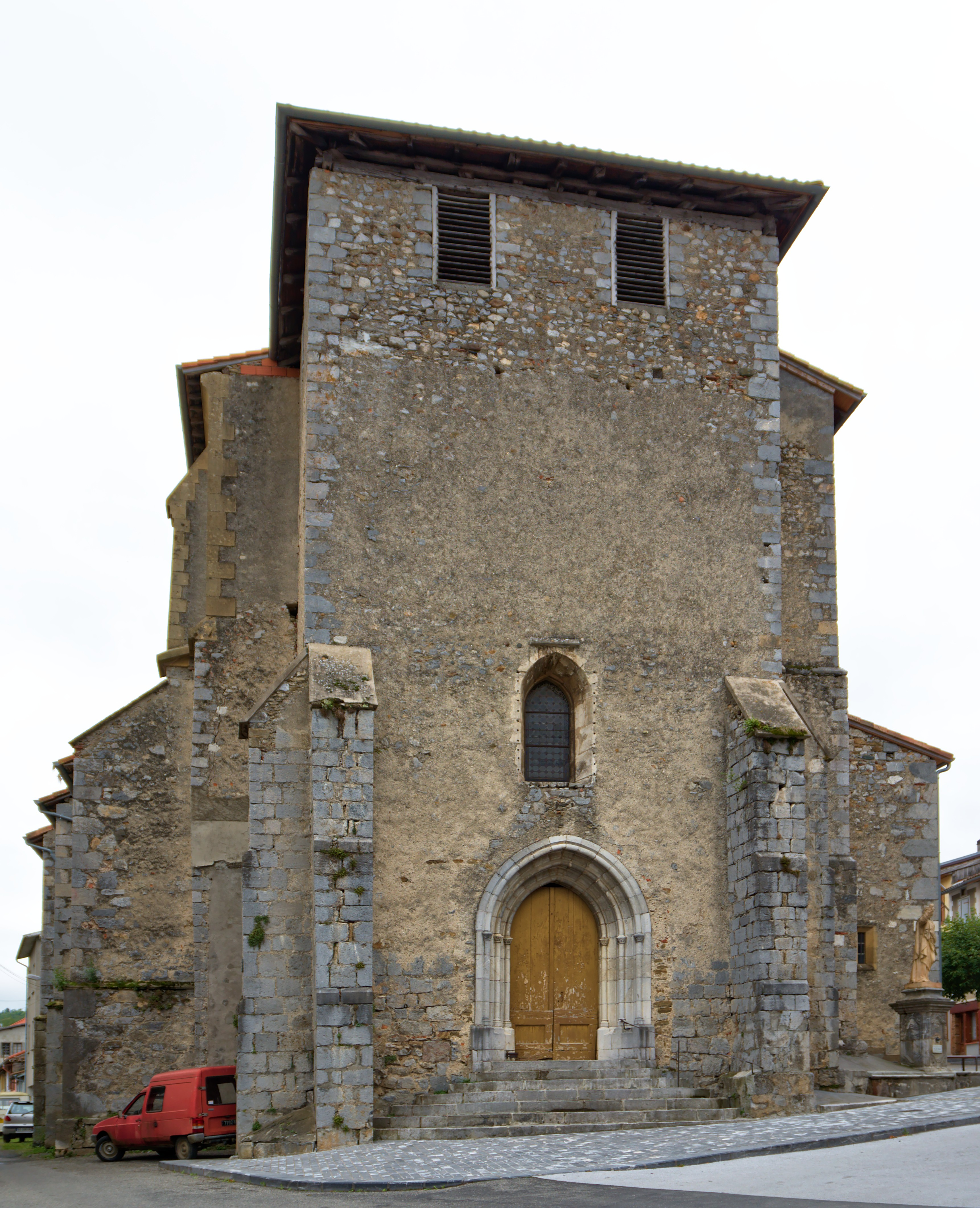
Église Saint-Martin le clocher
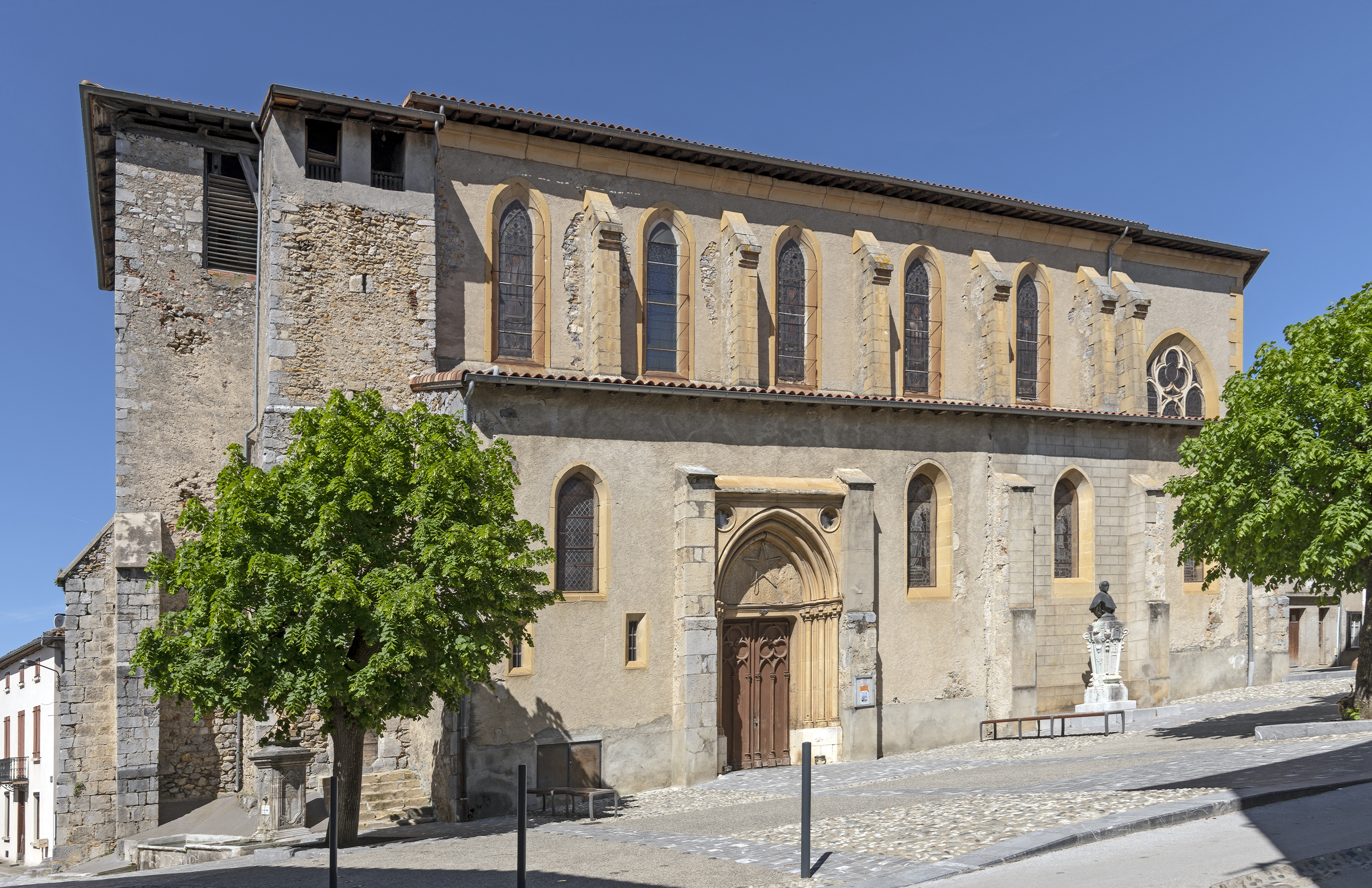
L'église Saint-Martin
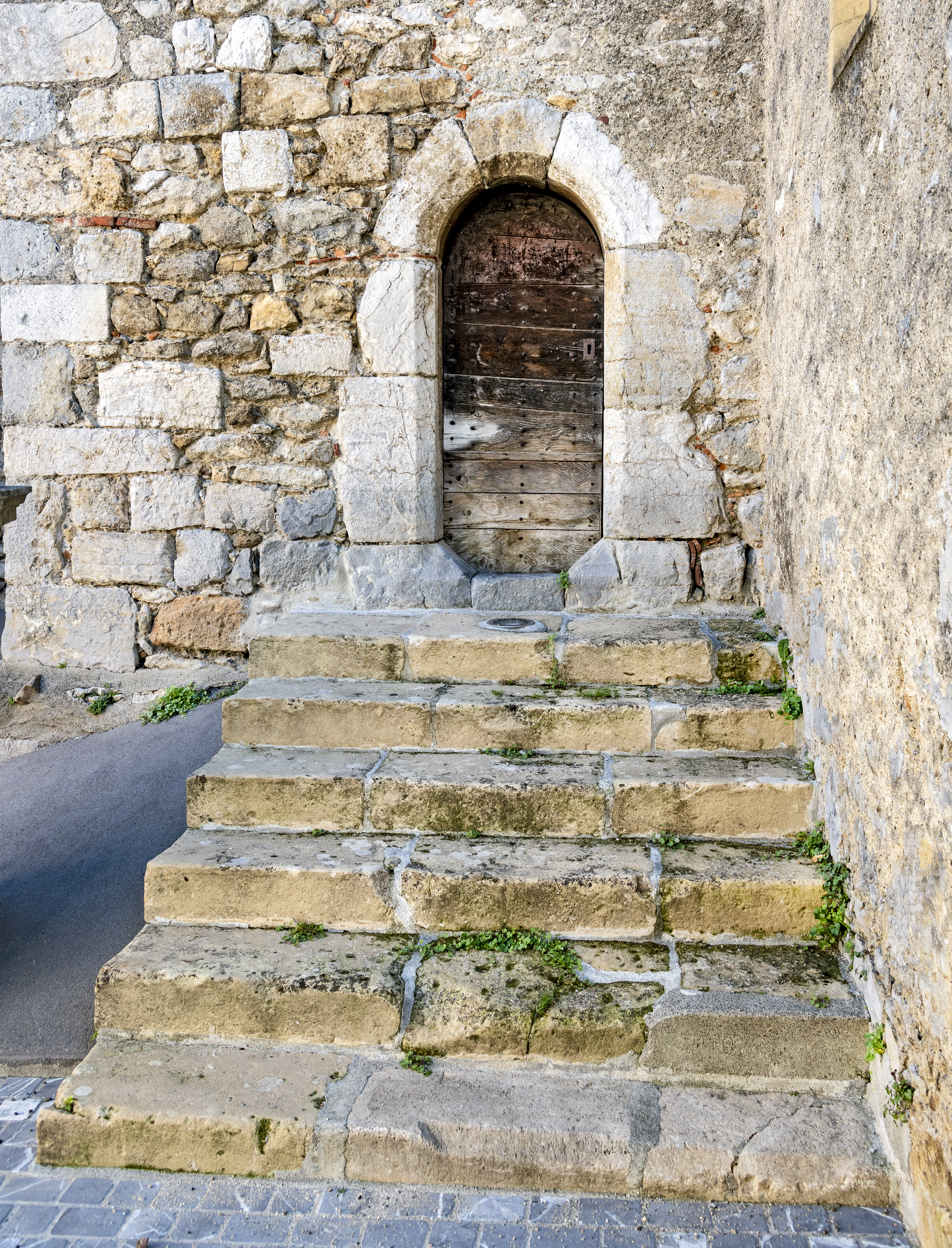
Escalier menant au clocher
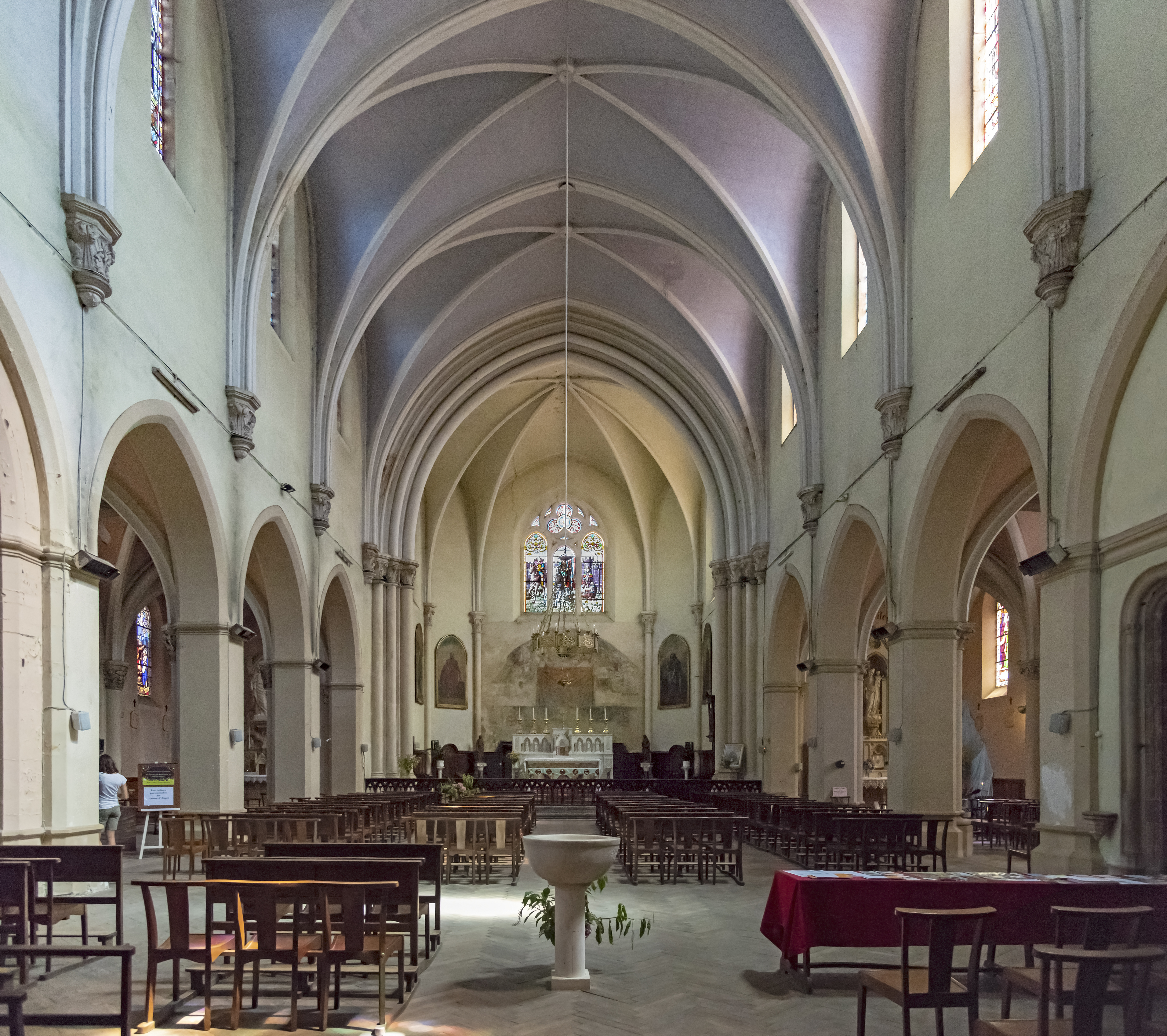
L'intérieur de l'église Saint-Martin
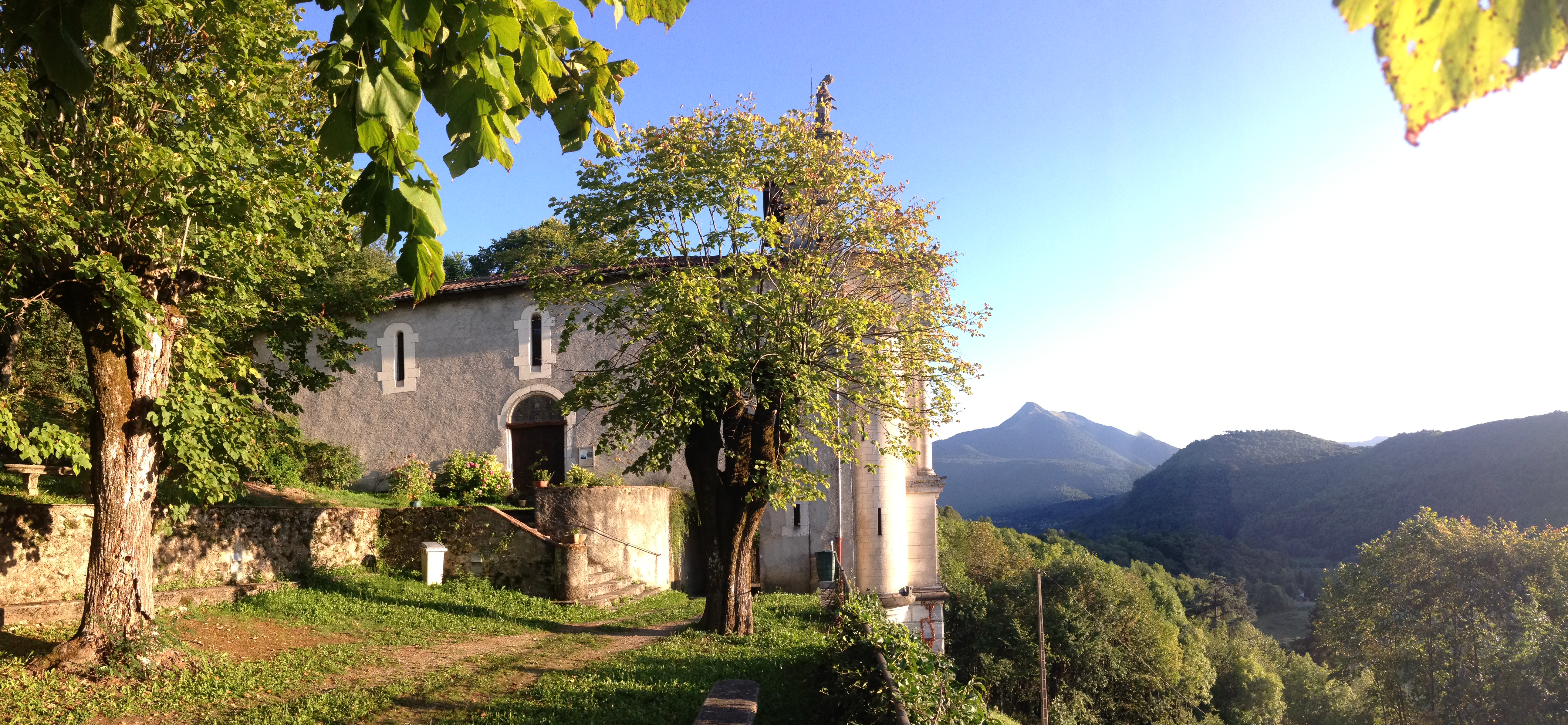
Chapelle de Miègecoste
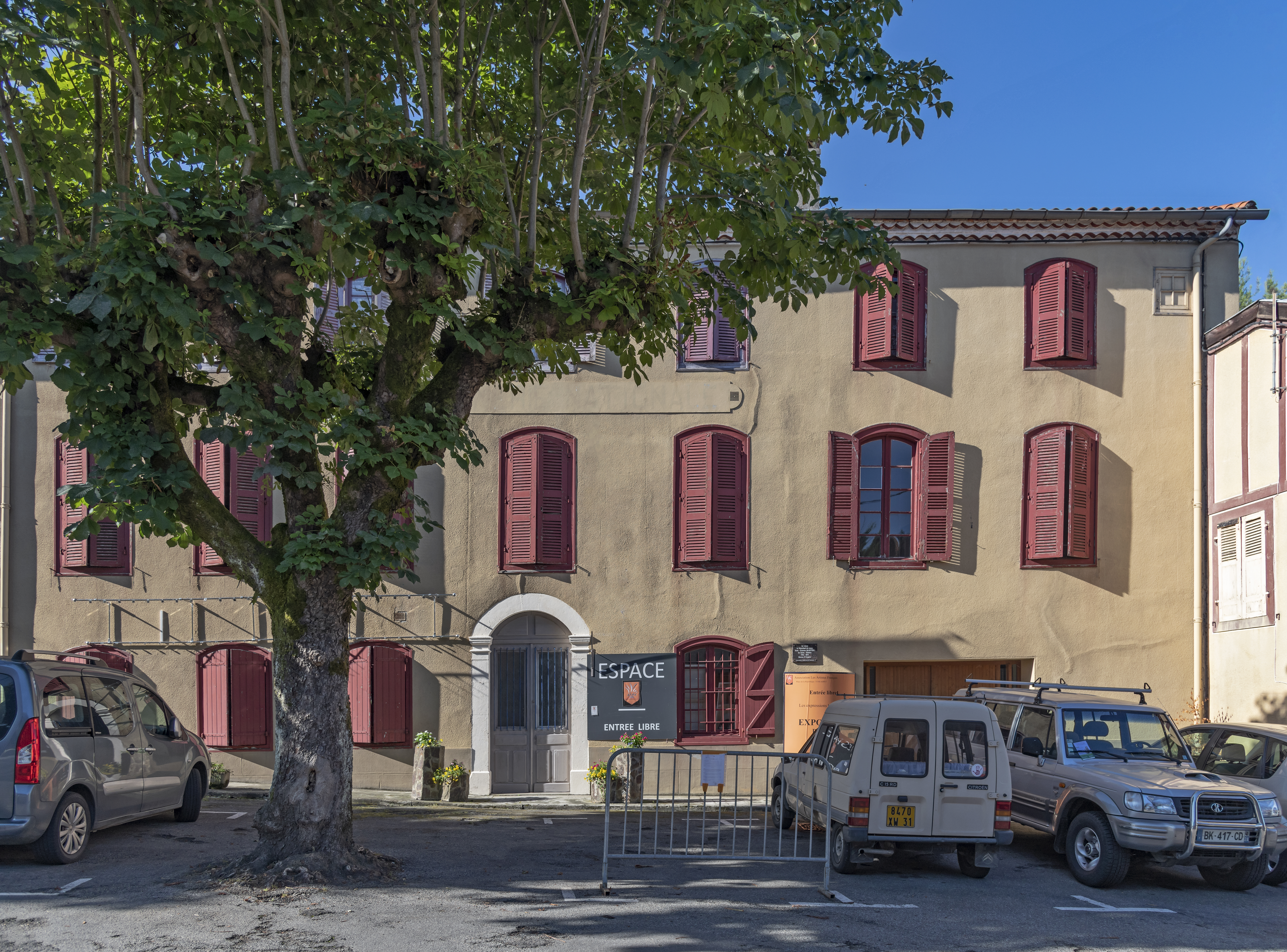
Espace ALFA

### Hameaux
- Girosp
- Gouillou
- Raoux

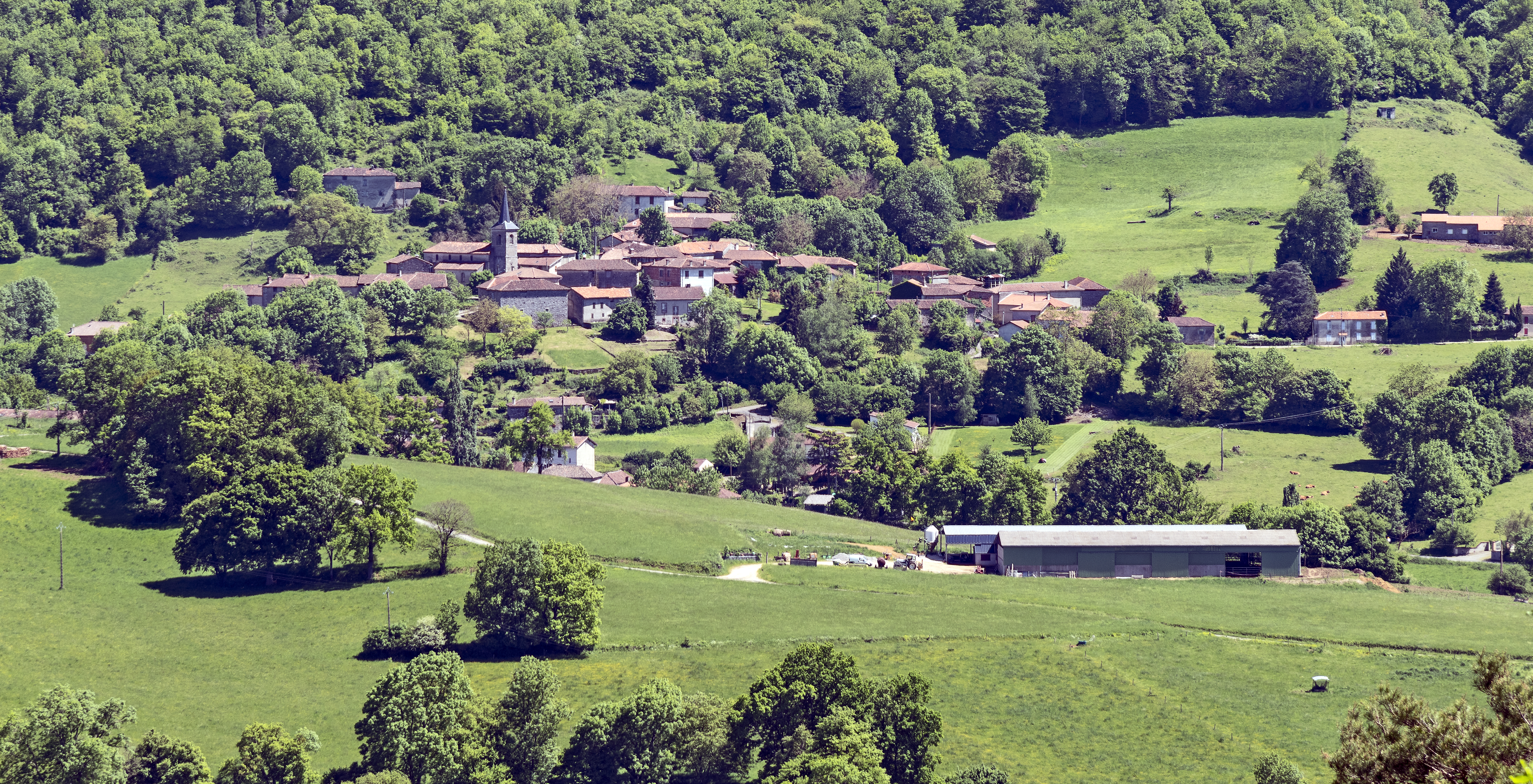
Le hameau de Girosp.
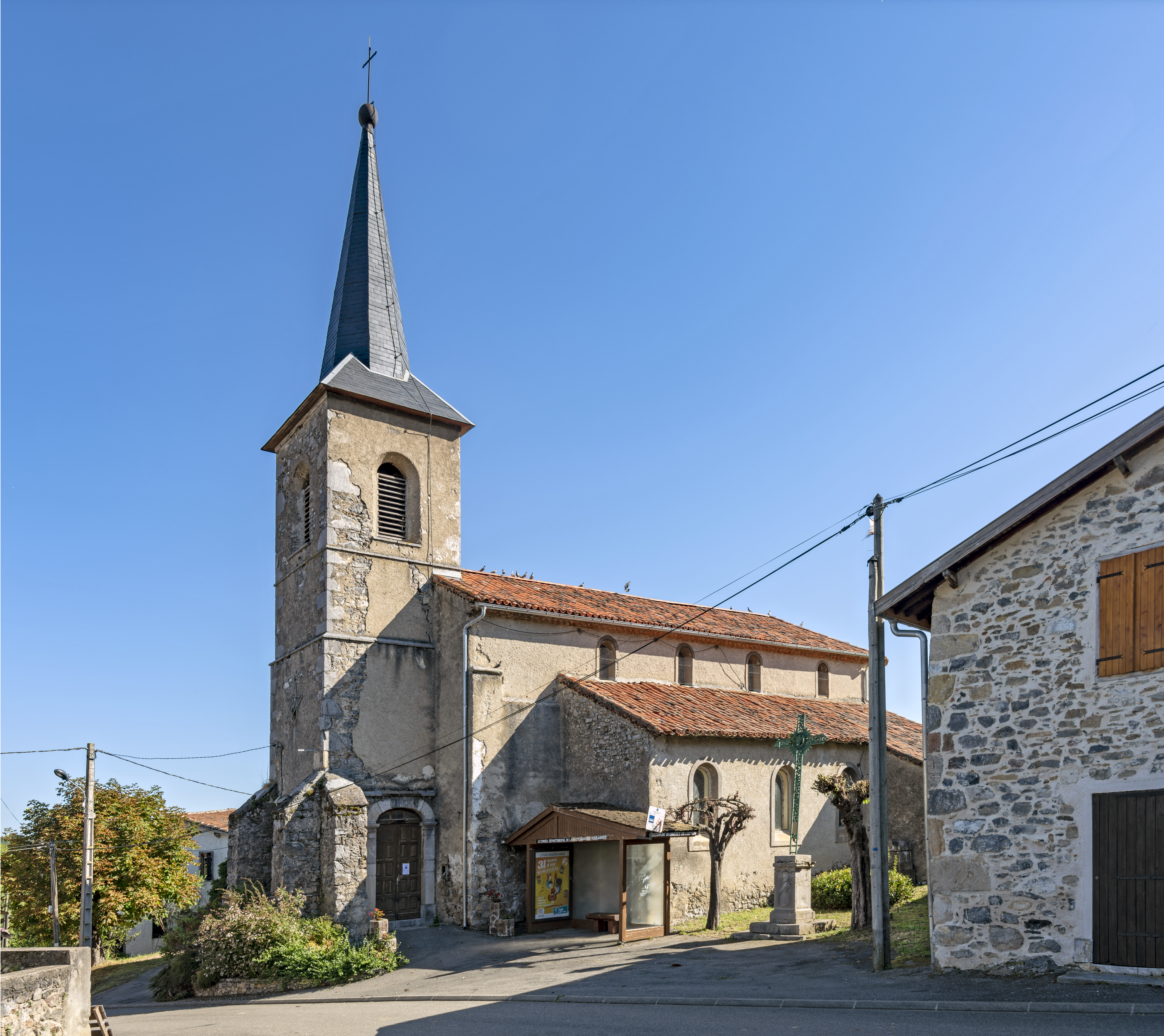
L'église de Girosp.
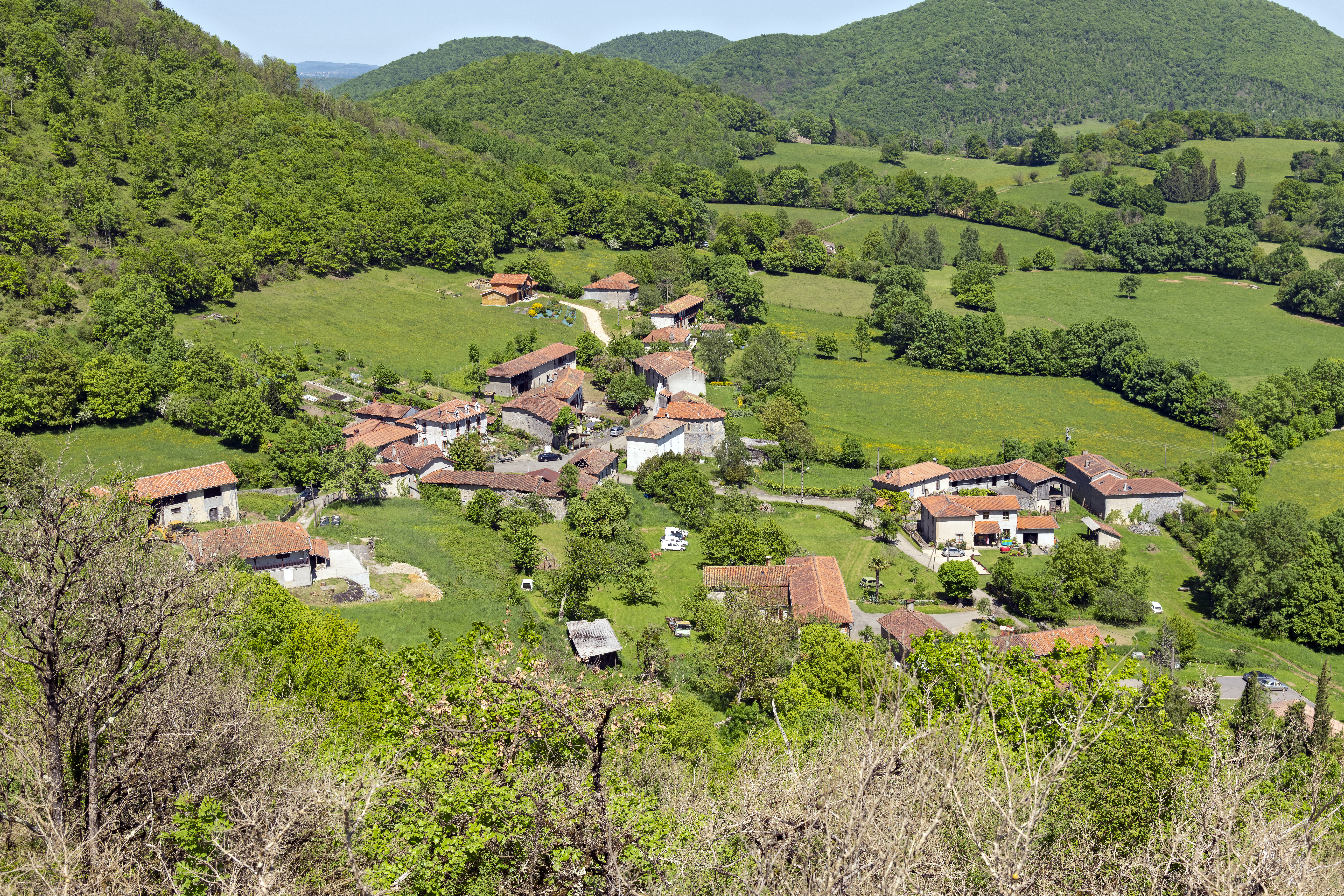
Le hameau de Gouillou.
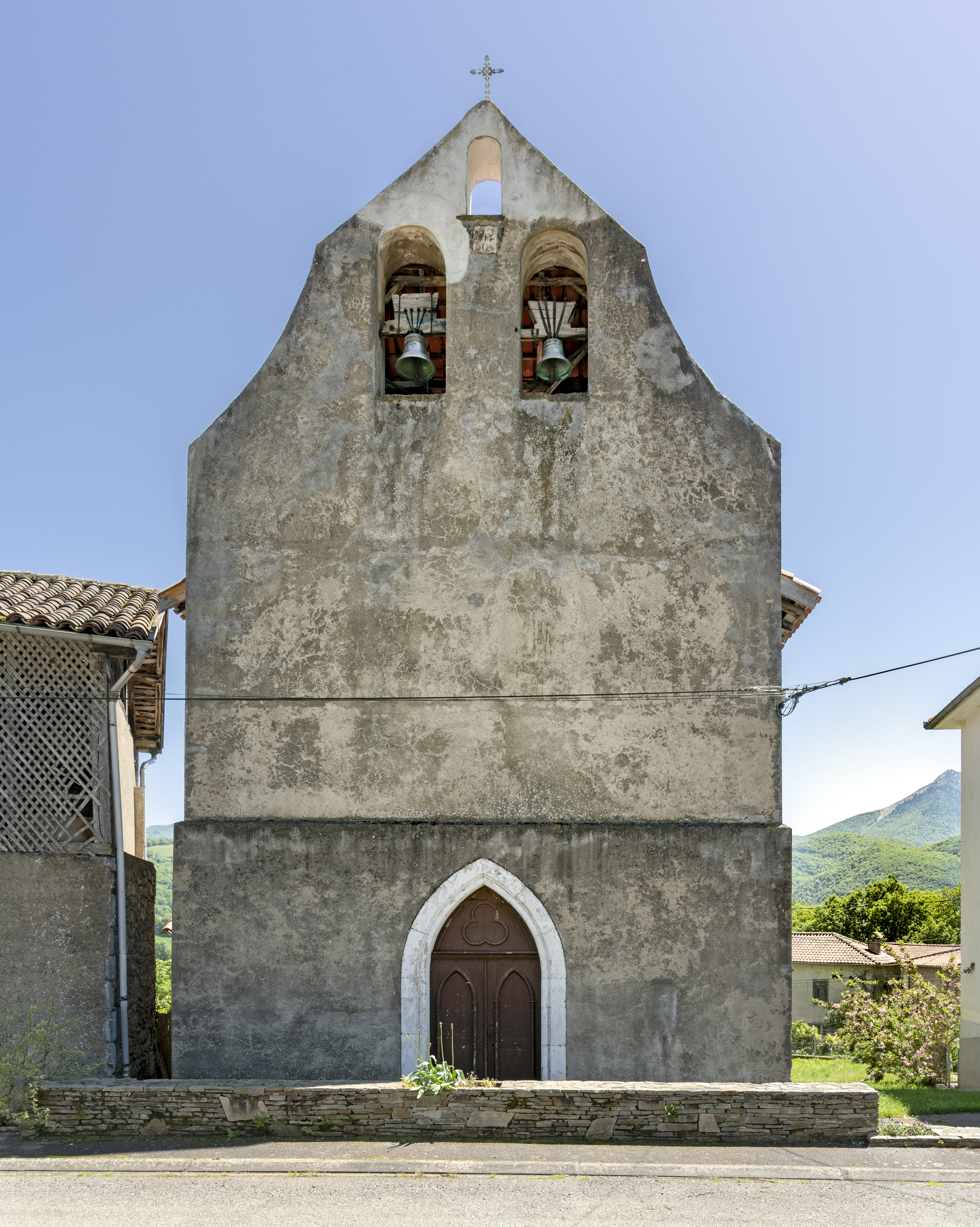
Le clocher-mur de l'église de Gouillou.

### Personnalités liées à la commune
- Ramon-At, premier seigneur d'Aspet connu, vers 1058.
- Arnaud-Ramon, vers 1120.
- Ramon-At II, fils du précédent, fait donation de sa personne aux Templiers de la commanderie de Montsaunès, vers 1156.
- Arnaud-Ramon II, fils de Ramon-At II, prend part avec le comte de Foix Raymond-Roger et le roi de France Philippe-Auguste à la troisième croisade, aboutissant à la prise de Saint-Jean d'Acre.
- Roger, autre fils de Ramon-At II.
- Arnaud-Ramon III.
- N....héritière d'Arnaud-Ramon II, se marie avec Fortanier de Comminges.
- Arnaud-Raimond I (1210-1257), fils aîné de Fortanier de Comminges. En 1219, Arnaud-Raimond d'Aspet, répond à l'appel du comte Raymond VII, accourt à son aide et contribue à la victorieuse défense de Toulouse, assiégée par le prince Louis, fils aîné du roi Philippe-Auguste. Il mourut après 1257.
- En janvier 1245, Bertrand d'Aspet et Gaston son fils, donnent à Arnaud, abbé de l'abbaye de Bonnefont, le « Casai » de la Serre, entre Saint-Martory et Bonnefont, avec toute la justice et les droits seigneuriaux, les eaux, moulin et pêche.
- Gaston, fils de Bertrand. On le trouve mentionné en janvier 1245 au sujet de la donation par son père et lui, à l'abbé de Bonnefont.
- Guilhem-Arnaud (1257). A cette date, il vend aux Templiers de Monsaunès la moitié du « casât » de Botelas, avec toutes ses appartenances : hommes, femmes, bois, terres, moulins.
- Centulle (1260).Le 27 mars, Centulle, fils de Brune de Sueys, donne aux Templiers de Salan tout le « cens » qu'elle avait à Bazer-de-Molis, en Couserans.
- Arnaud-Bernard, 1273.
- Roger I, un acte du 9 avril 1273 le mentionne comme prieur de la célèbre abbaye de Bonnefont (qui était la plus importante du Comminges).
- Arnaud-Roger, 1286.
- Roger Il (1311-1339), fils de Roger I ou d'Arnaud-Roger.
- Raimont-At ou Antoine, autre fils de Roger 1 ou d'Arnaud-Roger.
- Arnaud (1314-1337), coseigneur d'Aspet, est institué héritier par Milète d'Arnave. En 1333, c'est probablement le même Arnaud d'Aspet qui se trouve accusé de complicité avec Gaston et Bernard, coseigneurs, dans les crimes (brigandages, vols, pillages, usurpations, exactions, viols, incendies et meurtres), commis en Albigeois, en Lautrec, dans le Razès et le Narbonnais, par le comte de Comminges, Bernard VIII, et ses frères Pierre-Raymond et Guy.
- Gaston Il (1333), coseigneur d'Aspet, figure, avec Arnaud et Bernard dans les Lettres de rémission du roi Philippe VI de Valois.
- Bernard I (1325-1341), seigneur d'Aspet, permet, vers 1325, aux consuls de la ville, en retour des réparations qu'ils ont effectuées à la fontaine publique (il ne s'agit évidemment pas de la monumentale fontaine actuelle, sise sur la grand-place, qui date du XVe siècle et qu'on attribue à Catherine de Coarraze). En 1329, ce même Bernard, coseigneur dudit lieu, est compris aussi dans les crimes reprochés au comte de Comminges et bénéficie de la grâce accordée aux accusés par le roi de France.
- Raimond-At Il (1335-1352). - En 1335, il figure (enfant mineur) comme coseigneur de Juzet, dans la sentence d'arbitrage rendue le 20 juin par l'évêque de Couserans (1329-1336), au sujet de l'inféodation d'une partie des montagnes de Cagire.
- Raimond-Arnaud (1334-1364), est cité en 1334 dans le Livre des Obits des Jacobins, de Saint-Gaudens.
- Bernard Il (1350-1370), figure en 1350, à titre de témoin et avec la qualité de seigneur dans l'acte d'achat de la vicomté de Turenne.
- Roger III, mort avant son père Bernard II. C'est lui qui fut emprisonné à Foix, après la bataille de Launac.
- Barrave Il (1383-1403), fille héritière de Bernard II. En 1383 (1er février nouveau style), par acte passé devant Me Garsie de Barat, notaire du Comté de Comminges, elle octroie la première charte des coutumes, libertés et franchises à la ville et consulat d'Aspet. Avec sa mort, s'éteindra la Maison d'Aspet[51].
- Jean-Pierre Latour, (1733-1824 à Aspet) homme politique, maire d'Aspet et député du Tiers Etat.
- Jean-Étienne Barthier, baron de Saint-Hilaire (1766-1835), général de brigade du Premier Empire, né à Aspet, inhumé à Huos.
- Bernard Saint-Gaudens, né le 26 juin 1816 à Aspet, où il fut cordonnier, père du peintre et sculpteur américain Augustus Saint-Gaudens. Ce dernier avait baptisé sa maison dans le New Hampshire Aspet.
- André Bouéry (1821-1879), musicien et poète gascon, auteur des Cansous det campanè d'Aspetch, Chansons du sonneur d'Aspet, poèmes accompagnant des mélodies originales jouées au carillon de dix cloches (à l'époque, 16 aujourd'hui). Un buste de marbre a été édifié en son honneur sur une place de la ville.
- Le cardinal Guillaume-Marie-Romain Sourrieu (1825-1899). Il fut successivement évêque de Châlons-en-Champagne et archevêque de Rouen. Fait cardinal par Léon XIII, il mourra deux ans après son accession au cardinalat. Bienfaiteur de sa ville natale, on lui doit, entre autres, la rénovation de la chapelle de Miègecoste. Un monument en sa mémoire dont le buste a été sculpté par Alexandre Laporte a été placé sur la place de l'église.
- Marie-Jeanne Rumèbe (1850-1927) connue en religion sous le nom de sœur Joséphine de Jérusalem, née dans la commune voisine de Milhas en 1850, a vécu à Aspet. Une plaque commémorative a été posée en sa mémoire en 2016 sur la maison familiale de la grande rue Augustus-Saint-Gaudens[52].
- Joseph Ruau (1865-1923), maire, député, ministre de l'Agriculture. On lui doit la réalisation d'un « petit train » qui relia de 1906 (année de l'inauguration) à 1936 Aspet à Saint-Gaudens, la construction de la mairie, d'un hôpital intercantonal, etc. Un monument en sa mémoire, réalisé par le sculpteur André Abbal, orne la place principale du bourg[53].
- Joseph-Édouard Barès (1872-1954) général français, pionnier de l'aviation militaire, vétéran de la Première Guerre mondiale et Chef d'état-major de l'Armée de l'air à plusieurs reprises. Décédé à Aspet, une place porte son nom.
- Raoul Dufy (1877-1953). Au début des années 1940, le peintre se réfugie dans le Sud de la France et notamment à Aspet. Il y peint une toile qui a pour sujet principal la Fontaine de la place centrale du village.
- Jean-Louis Georgelin, (1948-2023), chef de l'état-major particulier du président de la République de 2002 à 2006, chef d'État-Major des armées de 2006 à 2010, puis grand chancelier de la Légion d'honneur de 2010 à 2016, superviseur de la reconstruction de la cathédrale Cathédrale Notre-Dame de Paris de 2019 jusqu'à son décès.
- Ray Atkins (né 1937), peintre anglais, habite Aspet depuis 2009.

Monument au cardinal Sourrieu.
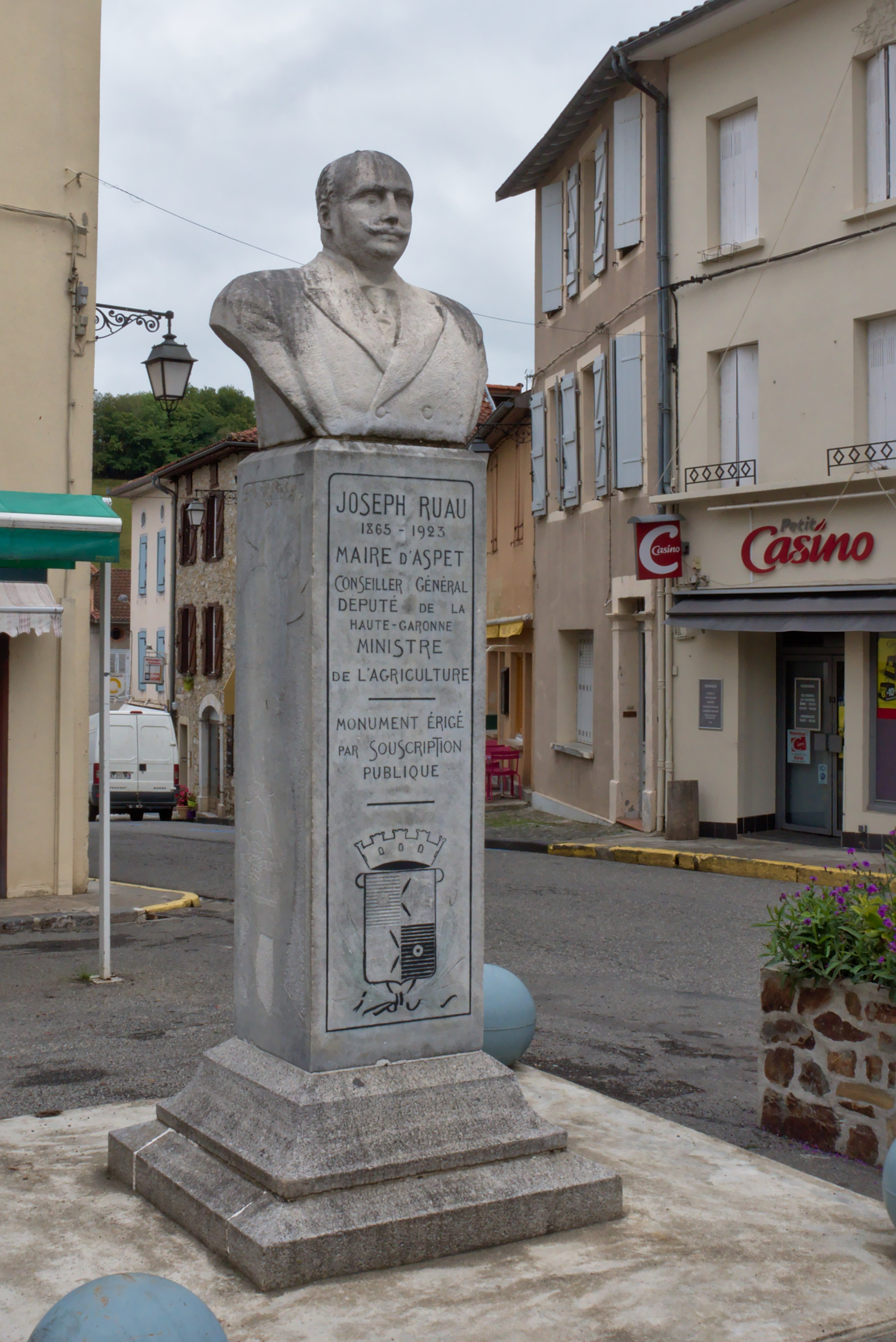
Monument à Joseph Ruau
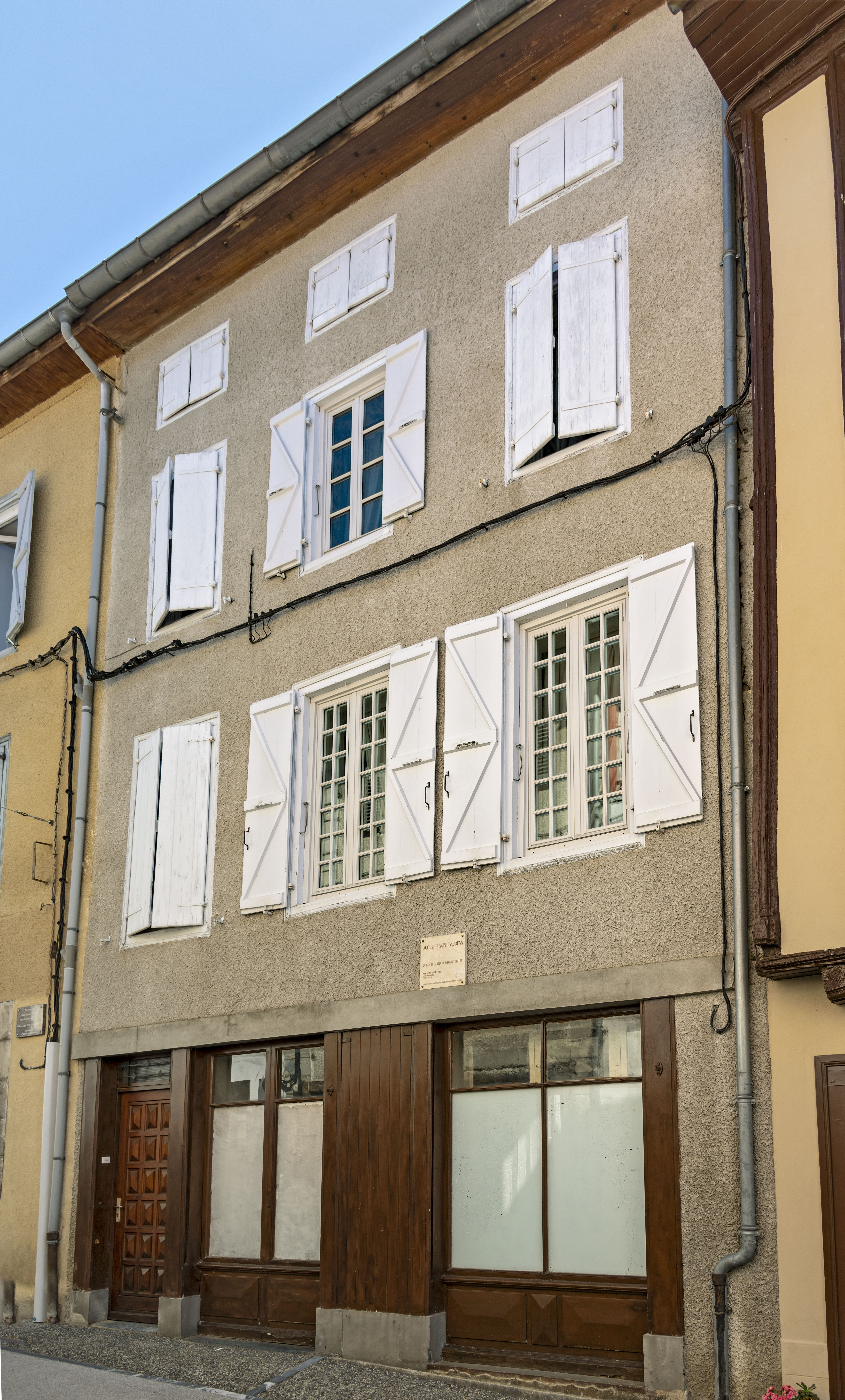
La maison familiale su sculpteur américain Augustus Saint-Gaudens.

## Vie locale

### Santé
Centre médico-social, cabinet dentaire, cabinet infirmier, cabinet vétérinaire,

### Enseignement
Aspet fait partie de l'académie de Toulouse.
L'éducation est assurée sur la commune par le groupe scolaire Germaine Barès et le collège Armand Latour.

### Culture et festivité
Médiathèque, festival "Aspet s'expose", marchés (tous les mercredis et samedis), école de musique, office du tourisme,

### Activités sportives
Chasse, randonnée pédestre, pétanque, gymnastique, cyclisme, karaté, tennis, football, rugby à XIII